# 缠头 (称谓)

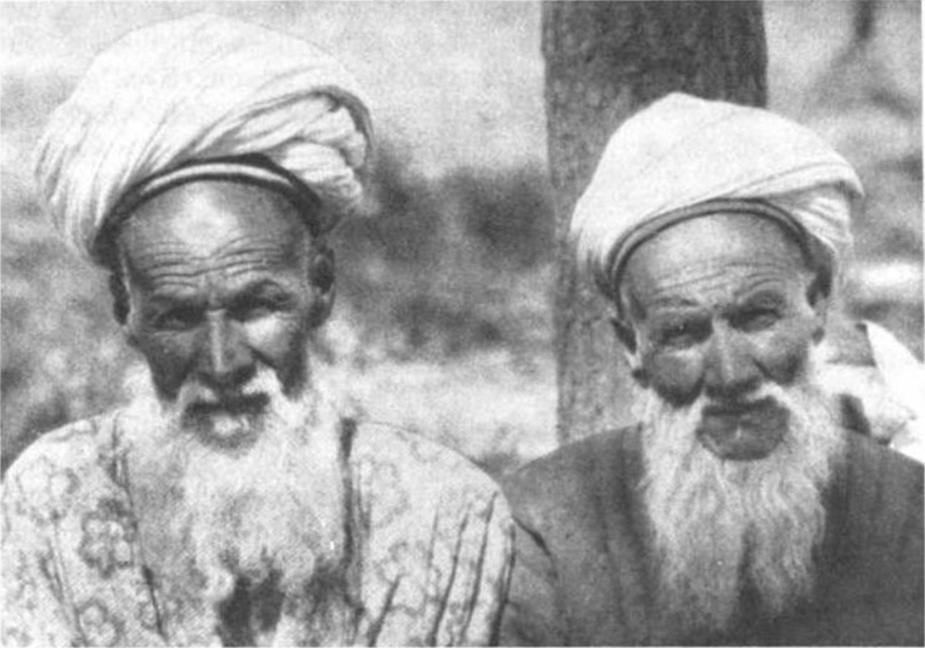
1920年代，新疆佩戴缠头的穆斯林男子

缠头、缠回、缠头回、缠头回回，是自清代起，对中国西北地区穆斯林民族的称谓。与之类似的有缠族。
清代所有穆斯林民族均称回回（回民），缠头是穆斯林男子与非穆斯林区分的重要标志。就清代而言，主要是用缠头、缠回之类称呼在新疆、青海地区、今维吾尔族、哈萨克族等族先民。而在1920年代以前，新疆的突厥语族群尚无统一称谓，各地人群以居住地附近的绿洲称呼自己。1930年代后，确立维吾尔族的称谓，取代缠族。对新疆穆斯林民族而言，缠头之类称呼，是含义明确的蔑称。中华人民共和国建立后，此类称呼被中央政府禁止。
至今，“缠头”一词仍是对维吾尔族的蔑称。而在内蒙古自治区阿拉善盟的蒙古回回却并不反感缠头和缠头回回之类的称呼。